# Kugelventil
Unter einem Kugelventil versteht man ein Ventil, bei dem die Richtwirkung von einer beweglichen Kugel erzeugt wird. Bei der typischen Anwendung als Rückschlagventil verhindert die Kugel den Rückfluss des Fluids durch das Ventil. Ebenso existieren federbelastete Ausführungen als Überdruckventil oder als selbsttätiger Verschluss. Durch die einfache Konstruktion und Funktionsweise finden Kugelventile neben großtechnischen Anlagen auch sehr breite Anwendung in Gebrauchsartikeln des Alltags.
Manchmal werden (kleine) Kugelhähne fälschlich als Kugelventile bezeichnet.

## Aufbau

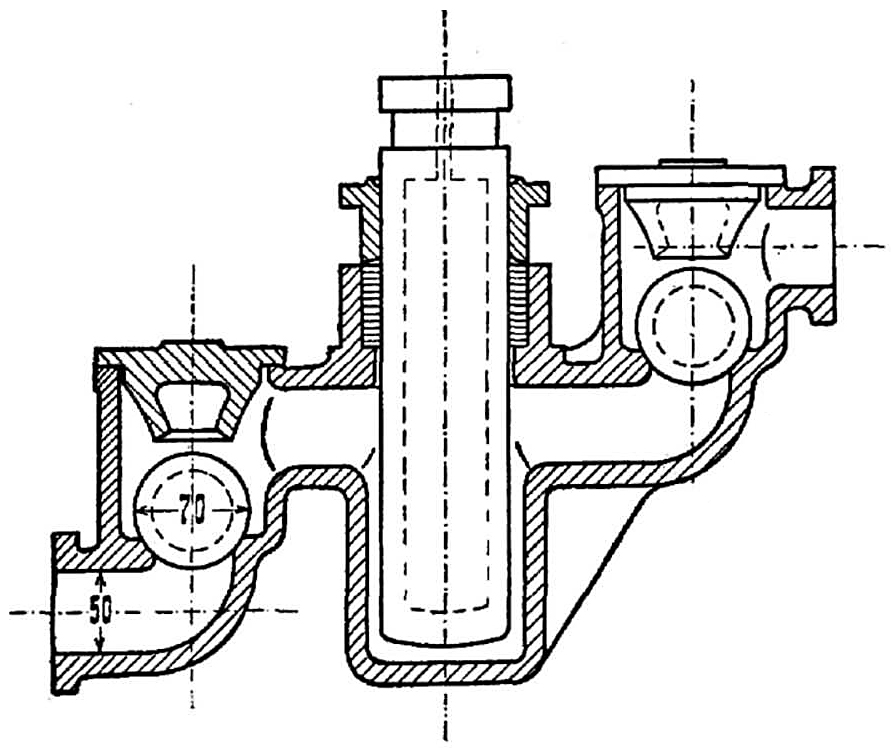
Kugelventile als Saug- und Druckventile einfachster Form an einer aus Steinzeug gefertigten Plungerpumpe

Bei einem Kugelventil verschließt eine Kugel den Ausflussring des Ventils, den sogenannten Ventilsitz. Zu einem Durchfluss kommt es erst, wenn die Kraft an der Unterseite der Kugel ausreicht, um diese aus dem Ventilsitz zu heben. Die Kugel wird entweder durch die mechanische Konstruktion des Ventilgehäuses oder durch einen Käfig im Bereich des Ventils gehalten.
Für die Wahl der Materialien von Ventilsitz, Kugel und Käfig gibt es nur geringe Beschränkungen, so dass die Komponenten des Ventils an die zu regulierenden Substanzen angepasst werden können. Beispielhaft seien hier Pulsometer zum Pumpen von Säuren angeführt, bei denen alle Bestandteile (Pumpengehäuse und Kugelventile) aus Blei gegossen wurden.
In der Regel ist die Kugel 1,4 bis 1,5 mal so groß wie die mittlere Ventilsitzweite. Der Ventilsitz wird als schräge Fläche und nicht als Kugelschale ausgeführt, so dass es nur zu einem linienförmigen Kontakt zwischen Kugel und Sitz kommt. Es ist diese Beschränkung auf eine Linie, die zum einen eine Adhäsion der Kugel am Ventilsitz verhindert und zum anderen die Unempfindlichkeit des Kugelventils gegenüber partikularen Einschlüssen in der durchströmenden Materie begründet: Die Einschlüsse werden von der sich an den Ventilsitz annähernden Kugel aus der Dichtline verdrängt.
Durch die unvermeidliche Rotation der Kugel bei durch das Ventil fließendem Massestrom kommt immer ein anderer Teil der Kugel mit dem Sitz in Kontakt, in Kombination mit einer geeigneten Wahl von Kugel- und Ventilsitzmaterialien kann die Abnutzung auf die Kugel beschränkt werden. Die Kugeloberfläche wird somit gleichmäßig abgenutzt, ohne dass die Ventilfunktion durch diesen Verschleiß beeinträchtigt wird.

## Anwendung
Kugelventile können konstruktiv einfach und deshalb mit verschiedenen Werkstoffen (z. B. Glas) umgesetzt werden. Man findet sie aus diesen Gründen in großer Zahl als kostengünstige Bauform bei kleinen Abmessungen und in Massenartikeln oder Einwegverpackungen des täglichen Gebrauchs.
Wegen der frei beweglichen Kugel als Absperrkörper sind sie außerdem robuster als vergleichbare Ventile z. B. mit Klappe. Häufig werden sie daher auch in Förderleitungen zähflüssiger Stoffe eingesetzt (große Kräfte) oder wenn Verunreinigungen in den durchströmenden Stoffen kompliziertere Mechanismen stören könnten. In diesem Fall schließen Kugelventile nicht zwangsläufig dicht ab. Wegen der relativ freien Werkstoffauswahl für die Kugel können Kugelventile mit geeigneten Dichtungswerkstoffen auch in aggressiven Medien wie Säuren und Laugen eingesetzt werden.

### Gebrauchsartikel
In der Filterkaffeemaschine steigt erhitztes Wasser zum Filter hinauf, da im Heizelement Dampfblasen entstehen und das Wasser verdrängen. Damit das Wasser stattdessen nicht zurück in den Wasserbehälter gedrückt wird, befindet sich ein Kugelventil am Eingang des Heizelementes. Das Öffnen und Schließen des Ventils erfolgt in einem gewissen Rhythmus und ist als das typische Klackern von Kaffeemaschinen hörbar.
Im Pumpmechanismus von Sprühflaschen (z. B. für Reinigungsmittel wie Glasreiniger) und von Kosmetikartikeln ohne Treibgas wie Flüssigseifen oder Lotionen (hier sog. Schöpfkolbenpumpe) wird das Einlassventil häufig als Kugelventil mit federbelasteter Kunststoff- oder Metallkugel ausgeführt.
Sowohl Sicherheitsventil als auch Regelventil eines Schnellkochtopfes können als Kugelventil ausgeführt sein. Die Vorspannung der Feder (bei Regelventil vom Koch einstellbar) bestimmt dabei den Druck, der überschritten werden muss, damit das Kugelventil öffnet. Auf diese Weise wird im Kochtopf der eingestellte Druck gehalten oder durch Ansprechen des Sicherheitsventils das Erreichen des Berstdruckes verhindert.
Wiederbefüllbare Druckerpatronen sind manchmal mit einem federbelasteten Kugelventil ausgestattet, der die Druckertinte sicher einschließt, aber auch ein Befüllen von außen erlaubt. Dabei muss die Kugel mit einer Spritze zurückgedrückt werden.
Pustefix-Zylinderblasebalgen zum Wegblasen von Staub oder Aufblasen von Luftballons haben ein Ventil mit einer losen Stahlkugel von etwa 9 mm Durchmesser nahe der Auslassdüse. In Blaseposition wird die Kugel von einem diametral verlaufenden Stahlstift gehalten, beim Zurückziehen des Handgriffs und Kolbens, legt sich die Kugel an den Dichtsitz aus Kunststoff (oder ehemals Holz) um das Einsaugen von Staub oder das Aussaugen des Luftballons zu vermeiden. Die kleinere Kugel einer Handpumpe für Modellierballons dichtet unter dem höheren Druck ebenfalls ausreichend. In Pumpen, die durch axiales Schütteln betrieben werden, wird die träge Schwungmasse des zu pumpenden Mediums aber auch der Stahlkugeln genützt.
Federbelastete Kugelventile nahe den Düsen von Auto-Scheibenwaschanlagen verhindern, dass das Waschwasser in Betriebspausen in der Leitung zurücksackt.
Einfache kleine Pumpen und Schlauchheber für Aquarium oder Dieselöl weisen mitunter federbelastete Kugelventile auf.
Schmiernippel an Maschinen enthalten in der Regel ein kleines federbelastetes Kugelventil, das durch den Druck des Schmierfetts aus der Presse öffnet.
Manche Ausführungen von Lackmalstiften haben ein federbelastetes Kugelventil, das bei Bedarf durch besonders festes Aufdrücken der Schreibspitze geöffnet werden muss, um Lacktinte nachfließen zu lassen. In Ruheposition dichtet das Ventil, um das Verdunsten von Lösemittel zu verhindern.
Ein Typ eines Tauchschnorchels für Kinder wies einen leichten Tischtennis-Ball in einem Führungsgehäuse auf, der beim Eintauchen durch den Auftrieb nach oben in einem Ventilsitz gedrückt wurde. Unter Einatem-Unterdruck blieb das Ventil auch über Wasser geschlossen, erst leichtes Anblasen (oder zumindest Unterdrucklosmachen) öffnete das Kugelventil wieder.
Bei der historischen Kugelverschlussflasche wird das Prinzip des Kugelventils genutzt, um ein kohlensäurehaltiges Getränk bis zum Öffnen der Flasche abgedichtet aufzubewahren. Das Kugelventil, bestehend aus Glaskugel und Gummiring in eine Nut im Hals, bleibt hier nur aufgrund des hohen Flascheninnendruckes (durch CO2)geschlossen. Kurze Tintenpatronen für (vulgo:) Füllfedern haben einen Kugelverschluss mit einer Glaskugel von etwa 1 mm Durchmesser, der beim Do-It-Yourself-Wiederbefüllen aus einer Tintenflasche als Kugelventil wirkt.
Bei Kleintiertränken finden sich am Austritt ein bis zwei Metallkugeln, die durch ihre eigene Schwerkraft und den hydrostatischen Druck des Wassers die leicht verengte Öffnung schließen. Drückt das Haustier mit seiner Zunge dagegen, kann Wasser aus dem Behälter nachsickern. Wegen der dominierenden Oberflächenspannung des Wassers bei diesen Abmessungen ist keine Dichtung notwendig. Andererseits reicht aus demselben Grund ein Zurückdrücken der Kugeln allein meist nicht aus, damit das Wasser von selbst aus dem Stutzen fließt. Vielmehr drücken die Kugeln beim Zurückrollen das nachgeflossene Wasser aus der Öffnung, und der Meniskus wird durch die Berührung mit der Zunge immer wieder gestört, was ein Nachfließen ermöglicht.

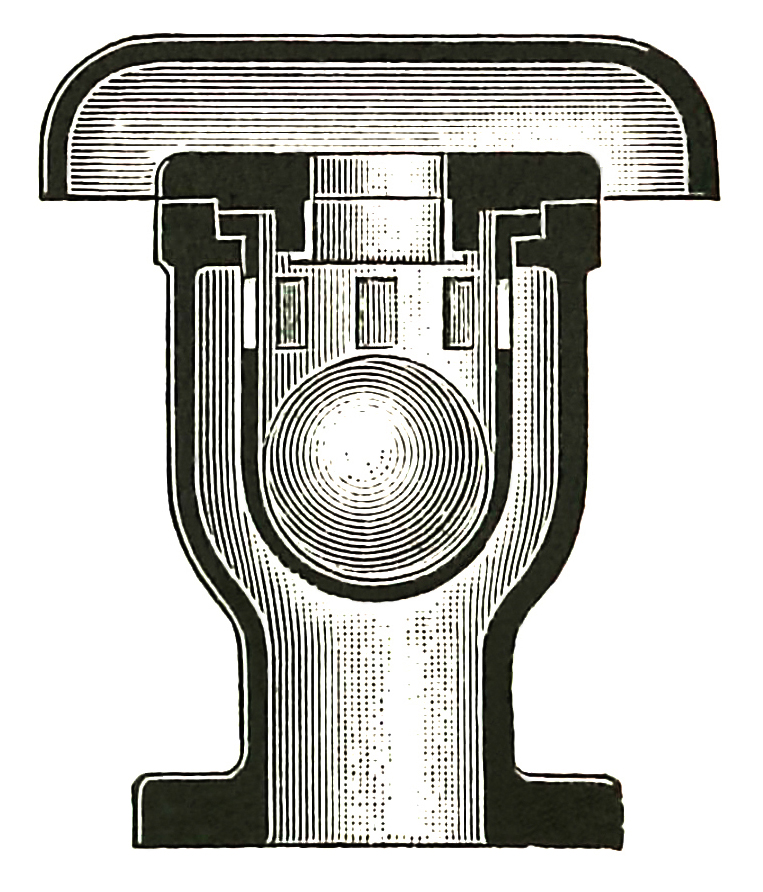
Luftventil, Entlüftungsventil einer Wasserleitung

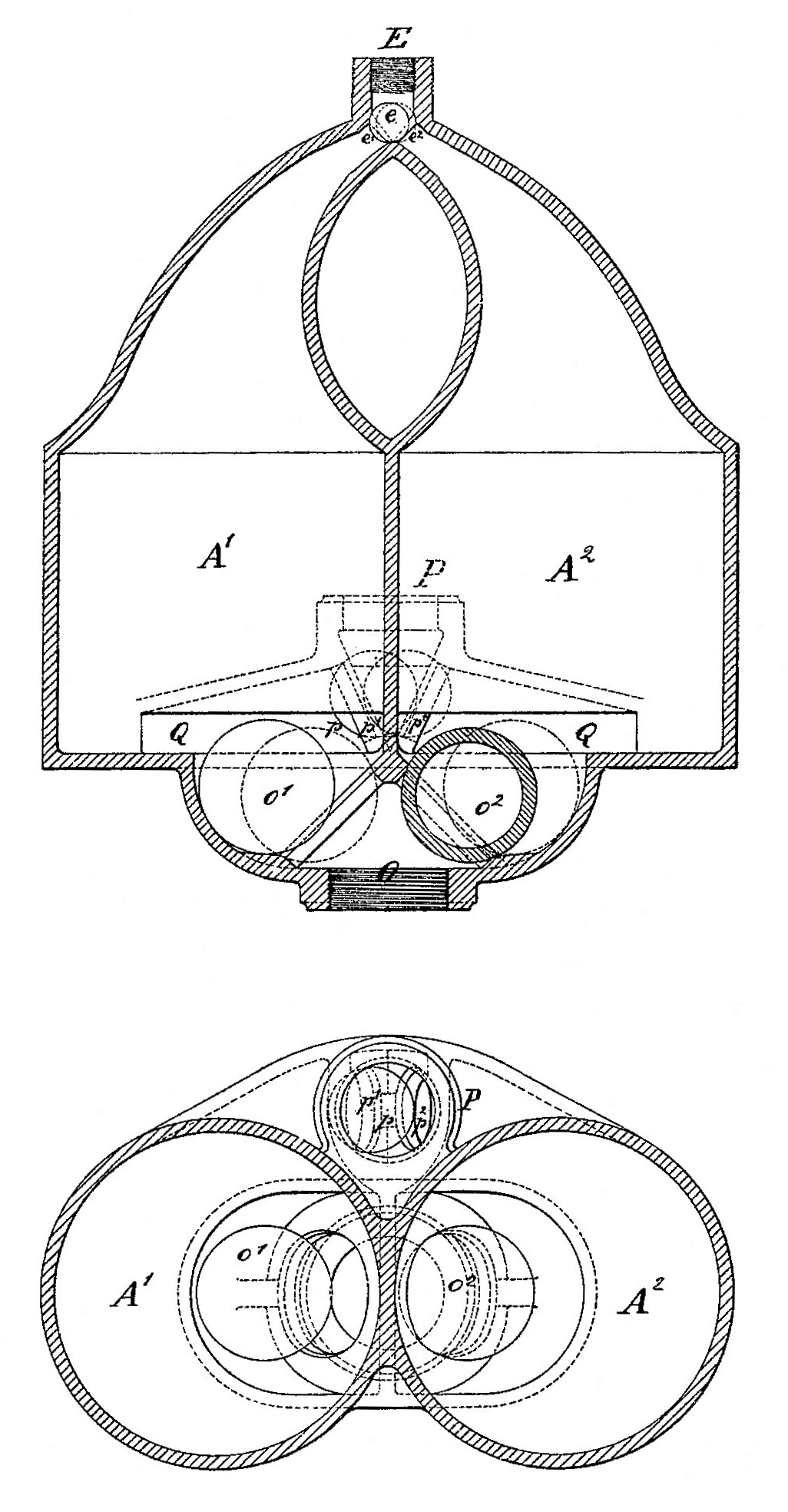
Pulsometer entsprechend US-Patent 131519

### Entlüftungsventil
Bei Ventilen zur Entlüftung von Wasserleitungen kommt eine Bauform mit einer in Wasser aufschwimmenden Kugel zum Einsatz. Diese verschließt im aufgeschwommenen Zustand den oben befindlichen Ventilsitz. Erreicht Luft das Entlüftungsventil, fällt die Kugel aus dem Ventilsitz, da die Luft die Ventilkugel nicht tragen kann. Das Ventil ist geöffnet und die Luft entweicht. In dem nachströmenden Wasser schwimmt die Ventilkugel wieder auf und verschließt den Ventilsitz.

### Starr-Edwards-Prothese

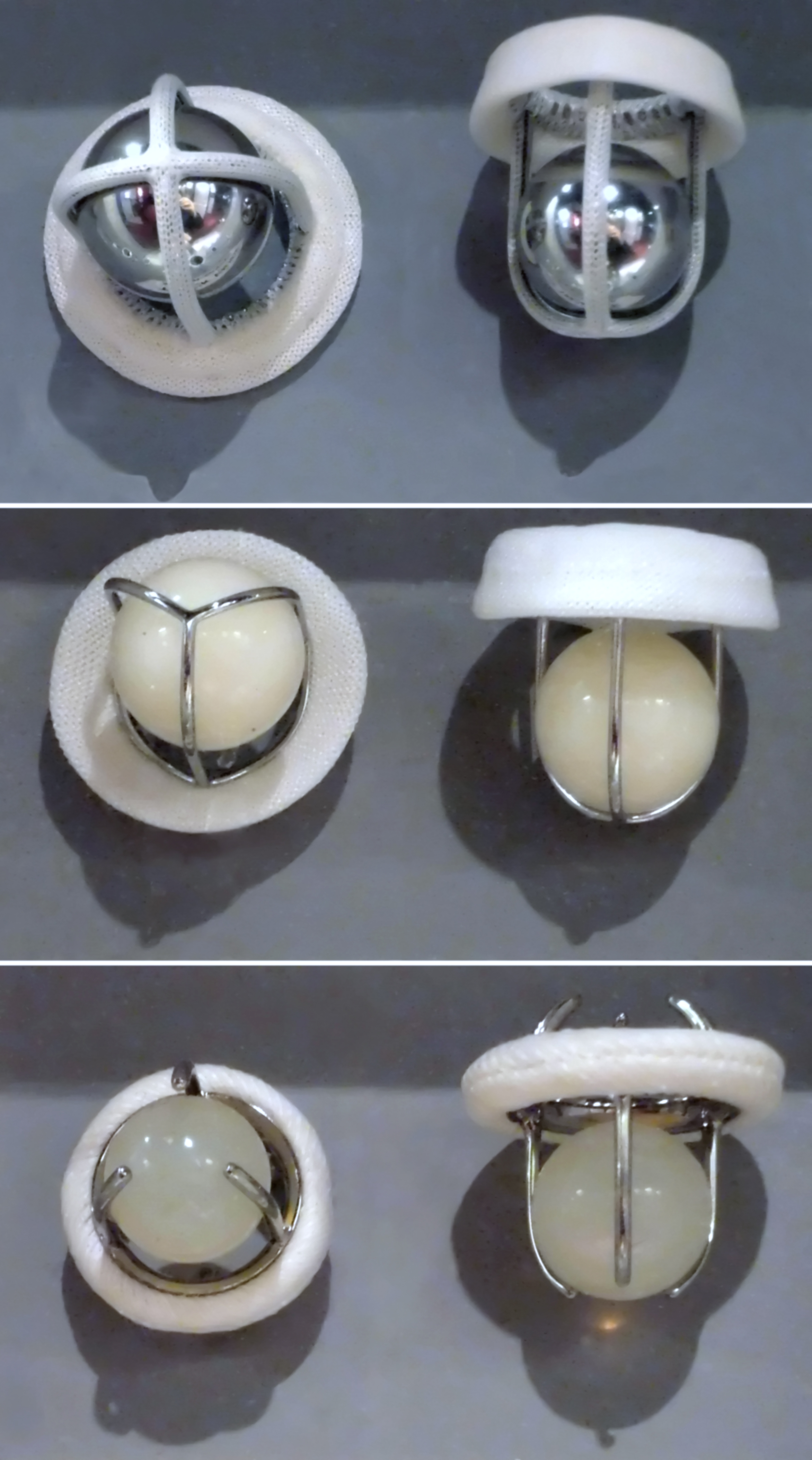
Kugelventile als künstliche Herzklappen

Eines der bekanntesten Beispiele für ein Kugelventil ist die, dem 1952 erstmals von Charles A. Hufnagel erfolgreich implantierten Plexiglaskugelventil ähnliche, Starr-Edwards-Herzklappenprothese, deren Produktion jedoch 2003 eingestellt wurde. Die Kugel wird bei dieser Prothesenart durch einen Drahtkäfig über der Ventilöffnung gehalten. Durch konstruktions- und fertigungstechnische Fortschritte konnte jedoch die mechanische Zuverlässigkeit von Doppelflügelklappen die der Starr-Edwards-Prothesen erreichen, bei gleichzeitig größerem Durchfluss und geringerer Hämolyse.

### Pulsometer-Dampfeinlassventil
Das zentrale Steuerungsventil in einer Pulsometer-Pumpe ist als Kugel ausgeführt: Je nach Lage der Kugel strömt der Dampf in die eine oder die andere der Pumpenkammern und dichtet die gerade nicht durchströmte Pumpenkammer so ab, dass sich dort der für die Befüllung notwendige Unterdruck aufbauen kann.

## Ersatz

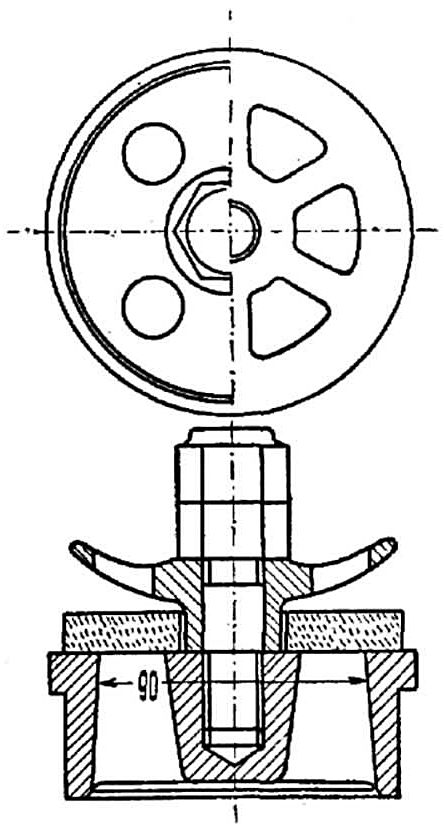
Gummiklappenventil mit Ventilfänger

Teilweise wurden Kugelventile durch runde, 1,3–2 cm dicke Gummiklappen ersetzt, die die Einströmöffnung flächenhaft abdecken und sich im geöffneten Zustand über einen kugelschalenförmigen Klappenfänger biegen. Vorteilhaft sind hierbei die geringere Masse und Bautiefe des Ventils. Negativ ist jedoch die Einschränkung bei der Materialwahl (Gummi) und damit auf die förderbaren Substanzen (keine Säuren und keine Laugen) und Temperaturbereiche. Auch kommt es zu einem flächenhaften Abdecken des Ventilsitzes.